# Maskinen
Maskinen è un duo musicale svedese formatosi nel 2007.

## Storia del gruppo
I Maskinen si sono fatti conoscere col primo album in studio Boys II Men, entrato al 40º posto della Sverigetopplistan e candidato per un premio Grammis. Framgång & efterfrågan è stato il loro LP più popolare, finendo alla 25ª posizione della classifica e venendo certificato oro dalla IFPI Sverige per le 10 000 unità equivalenti.
Hanno ricevuto tre dischi di platino, due per Krossa alla fönster e uno per Limousin.

## Formazione
- Frej Larsson (2007-2015)
- Herbert "Afasi" Munkhammar (2007-2015)
- Mats Norman (2010-2015)
- Oskar "Kihlen" Linnros (2007-2008)
- Magnus "Filthy" Lidehäll (2007-2008)

## Discografia

### Album in studio
- 2009 – Boys II Men
- 2012 – Framgång & efterfrågan

### EP
- 2015 – Stora fötter stora skor

### Singoli
- 2007 – Alla som inte dansar
- 2008 – Segertåget
- 2009 – Pengar
- 2010 – Kärlek vid sista ögonkastet
- 2010 – Buffalo Blues
- 2011 – Krossa alla fönster
- 2012 – Liv och död
- 2015 – Håll din anda (feat. Joy)
- 2024 – Maskinen är tillbaka